# Oscar Grégoire
Oscar Grégoire (* 26. März 1877 in Moskau, Russisches Kaiserreich; † 28. September 1947 in Brüssel) war ein belgischer Wasserballer und Schwimmer. 
Bei den Olympischen Sommerspielen 1900, 1908 und 1912 war er Teil der belgischen Wasserballmannschaft. In den olympischen Turnieren von 1900 und 1908 konnte sein Team die Silbermedaille gewinnen und 1912 gewann man die Bronzemedaille.
Am 100-m-Rücken-Wettbewerb im Schwimmen nahm Grégoire in den Jahren 1908 und 1912 ebenfalls teil, schied aber jeweils in den Vorläufen aus.